# Sociedad Deportiva Amorebieta
Maillots
Actualités
La Sociedad Deportiva Amorebieta (en basque : Amorebieta Kirol Elkartea), plus couramment abrégée en SD Amorebieta, est un club espagnol de football fondé en 1925 et basé dans la ville d'Amorebieta-Etxano, dans la province de Biscaye au Pays basque.
Il monte en deuxième division en 2021 pour la première fois de son histoire.
L'équipe joue ses matches au Campo Municipal de Urritxe.

## Histoire
La SD Amorebieta évolue en quatrième division entre 1981 et 2011.
En 2011, l'équipe monte en Segunda División B (troisième division) pour la toute première fois.
Après dix saisons dans cette catégorie, le club monte en 2021 en deuxième division pour la première fois de son histoire. Mais le club redescend, après une saison, au troisième échelon, désormais appelé Primera Federación. Cependant, la saison suivante, le club retrouve immédiatement l'antichambre de LaLiga en terminant à la 1re place de son groupe. Lors de la finale des champions, qui oppose le 1er des 2 groupes, la SD Amorebieta est champion de la Primera Federación en battant le Racing de Ferrol sur le score cumulé de 3-2 (3-0 à l'aller et 0-2 au retour).

## Palmarès
| Compétitions nationales |
| --- |
| - Championnat d'Espagne D3 (1) : - Champion : 2022-2023. - Championnat d'Espagne D4 (1) : - Champion : 2010-2011 (Grp. 4). |

## Personnalités du club

### Présidents du club
- Jon Larrea

### Entraîneurs du club
| - Axier Intxaurraga Mendia (2012 - 2013) - Iñaki Leniz (2013 - 2014) - Josué Atela (2014 - 2015) - Félix Gallastegi (2015) - Carlos Docando (2015 - 2016) | - Aitor Larrazabal (2016 - 2017) - Joseba Etxeberria (2017 - 2018) - Xabier Sánchez Bringas (2018) - Iñigo Vélez (2018 - mars 2022) |